# Colin McRae Rally 2005
Colin McRae Rally 2005 — видеоигра в жанре автосимулятор, пятая часть серии Colin McRae Rally.

## Игровой процесс
Игра включает в себя более 70 различных заездов, расположенных на территории девяти стран: Австралия (гравий), Япония (асфальт), Финляндия (гравий), Греция (грубый гравий), Великобритания (асфальт, грязь, гравий), Испания (гладкий асфальт), США (гравий, пыльный асфальт), Швеция (снег, лёд), а также впервые появившаяся в серии Германия (старый асфальт, лёгкий гравий). Присутствует более 30 автомобилей, в том числе Ford Focus WRC '01, Subaru Impreza WRX STI '04 (которая изображена на обложке), Citroën Xsara WRC '04, Peugeot 206 WRC2003, и Mitsubishi Lancer EVO VIII, Audi A3, Audi Sport Quattro S1. Был переработан движок по части графики и повреждений, что позволило, в частности, воссоздать царапины на краске. Кроме того, был добавлен новый режим карьеры, в котором игрок начинает свой путь с низших лиг и в конечном итоге конкурирует с Колином Макреем в его 2004 Dakar Rally Nissan Pick-Up. В режиме чемпионата игрок участвует в 6 ралли на любом полноприводном автомобиле.
Графический движок позволил воссоздать более реалистичные эффекты повреждений, а также блюр-эффект при серьёзных столкновениях, который имитирует ухудшение самочувствия гонщика.

### Версия Mac
Версия игры для Mac носит название Colin McRae Rally Mac. Она была издана компанией Feral Interactive, разработана Robosoft Technologies и стала первой игрой серии, вышедшей для Macintosh. Релиз состоялся 26 октября 2007 года, всего через шесть недель после смерти Колина Макрея в результате крушения вертолёта. Разработка игры была чревата проблемами. Apple переключился на Intel Macs, в Feral произошли некоторые закулисные изменения — всё это, а также некоторые другие обстоятельства задержали выход вплоть до 2007 года, хотя игроки уже имели возможность воспользоваться PC-версией ещё в 2004. Именно поэтому компания Feral решила сделать этот релиз максимально независимым от PC-франшизы, и исключив из названия год, назвав продукт Colin McRae Rally Mac.

### Версии Java ME
Были созданы также две мобильные версии этой игры. J2ME была разработана IOMO и издана Digital Bridges. Версия для консоли N-Gage была разработана Ideaworks3D.

## Оценки и мнения
| Сводный рейтинг       | Сводный рейтинг | Сводный рейтинг | Сводный рейтинг |
| Издание               | Оценка          | Оценка          | Оценка          |
| Издание               | PC              | PS2             | Xbox            |
| --------------------- | --------------- | --------------- | --------------- |
| GameRankings          | 81,92 %         | 83,65 %         | 83,98 %         |
| «Критиканство»        | 75%             |                 |                 |
| Русскоязычные издания |                 |                 |                 |
| Издание               | Оценка          | Оценка          | Оценка          |
| Издание               | PC              | PS2             | Xbox            |
| Absolute Games        | 70%             |                 |                 |
| «Игромания»           | 8/10            |                 |                 |

Игра получила положительные отзывы от игроков и критиков. Версия игры для консоли N-Gage получила премию BAFTA в области игр 2005 года в номинации «Best Handheld Game».